# Lophoptera transiens
Lophoptera transiens är en fjärilsart som beskrevs av Aurivillius 1920. Lophoptera transiens ingår i släktet Lophoptera och familjen nattflyn. Inga underarter finns listade i Catalogue of Life.